# Dennis Rollins

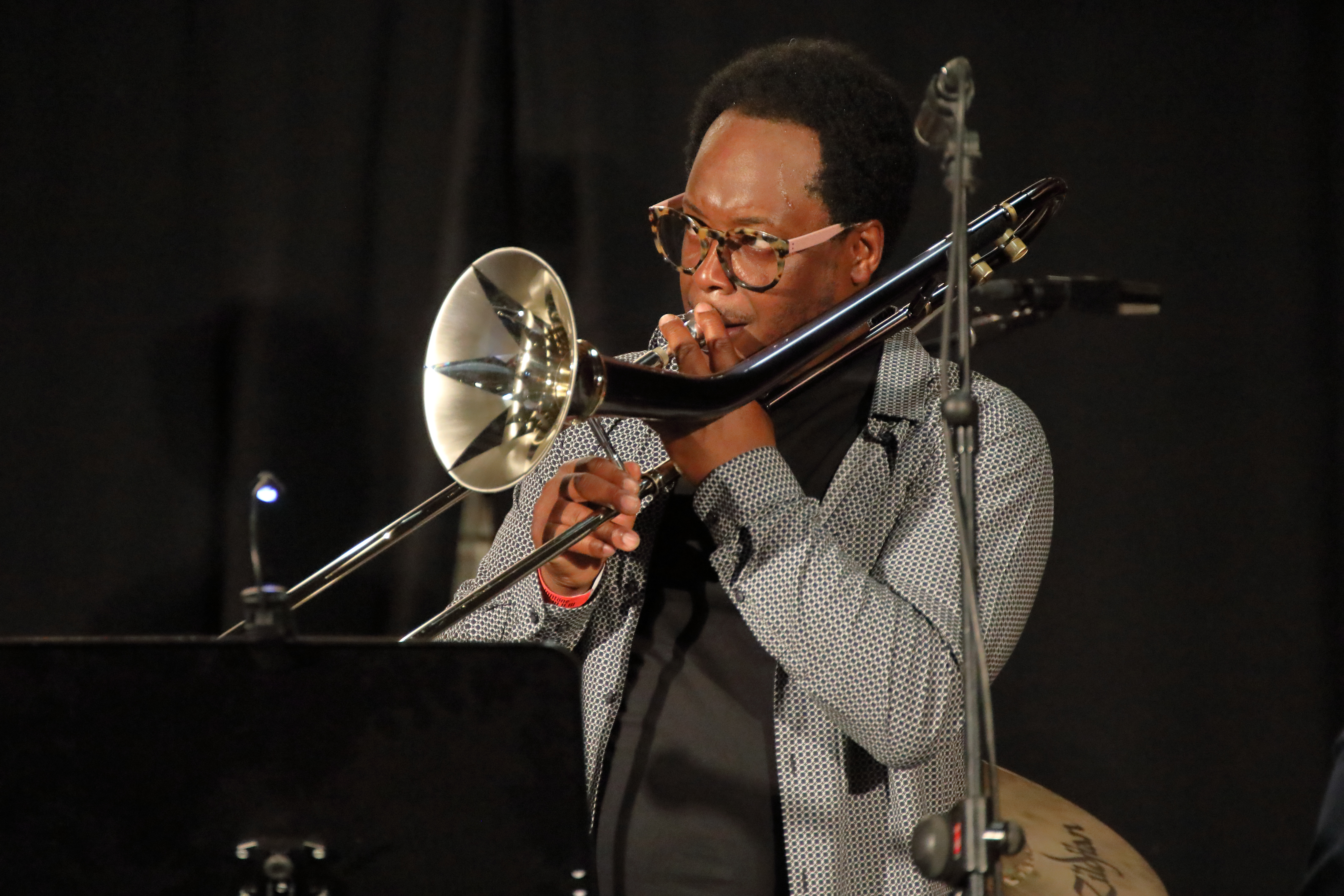
Dennis Rollins auf dem INNtöne Jazzfestival 2019

Dennis Rollins (* 11. November 1964 in Birmingham) ist ein britischer Posaunist des Modern Jazz, der auch im Acid Jazz hervorgetreten ist.

## Leben und Wirken
Rollins, der seine Kindheit in Doncaster verbrachte, lernte in der Schule Blockflöte und Gitarre; mit 14 Jahren wechselte er zur Posaune und spielte in der Doncaster Youth Jazz Association, die von John Ellis geleitet wurde. Auch spielte er in anderen lokalen Bands und im National Youth Jazz Orchestra, aber auch mit Mike James Sound auf der Queen Elizabeth 2.
1987 zog er nach London, wo er mit Robin Jones auftrat und 1990 Mitglied der Jazz Warriors wurde. Daneben war er bei den Brand New Heavies tätig und tourte 1992 mit Monty Alexanders Ivory and Steel. Weiterhin arbeitete er mit Steve Williamson, mit Courtney Pine, mit Julian Joseph und mit Us3. 1995 gründet er seine Jazzfunkband Dee Roe, mit der er auch in Ronnie Scott’s Jazz Club auftrat. Nach der Jahrtausendwende leitete er das Sextett BadBone and Co.; auch gehörte er weiter zum Septett und zur Bigband von Courtney Pine, aber auch zu Jazz Jamaica. 2005 gründete er die großformatige Gruppe Boneyard (mit zehn Posaunen, Sousaphon und Schlagzeug).
Rollins ging wiederholt mit Maceo Parker auf Tournee. Weiterhin ist er auf Aufnahmen von Cleveland Watkiss, Prince Buster, Eric Benét oder Beverley Knight zu hören. Zwischen 1980 und 2011 war er Tom Lord zufolge an 41 Aufnahmen im Bereich des Jazz beteiligt.
2006 und 2007 wurde er als bester britischer Posaunist in die British Jazz Awards gewählt. 2013 war er der Posaunist des Jahres der British Trombone Society. Der Jazzmusiker Winston Rollins, gleichfalls Posaunist, ist sein jüngerer Bruder.

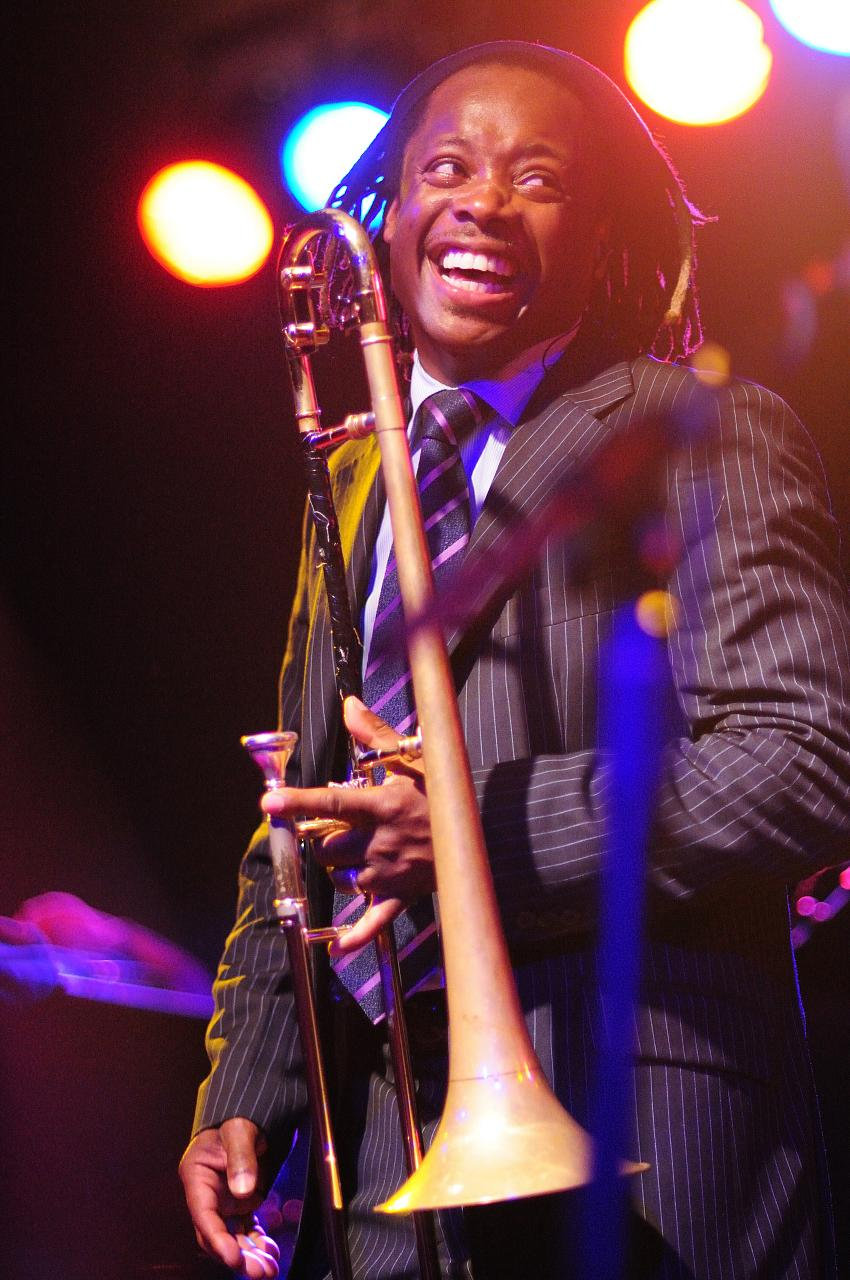
Dennis Rollins (2008)

## Diskographische Hinweise
- Wild & Free (2000)
- BadBone (2001)
- Make Your Move (2003)
- Big Night Out (2006)
- Dennis Rollins Velocity Trio The 11th Gate (2011)

## Lexikalische Einträge
- John Chilton: Who's Who of British Jazz, Continuum International Publishing Group, London 2004, ISBN 0-8264-7234-6